# Rebrasta patuljica
Rebrasta patuljica ili obrubljena patuljica (lat. Galerina marginata) je otrovna gljiva iz porodice (Hymenogastraceae), iz reda listićarki (Agaricales). Prije 2001. smatralo se da su vrste Galerina autumnalis, G. oregonensis, G. unicolor i G. venenata odvojene vrste zbog razlika u staništima i viskoznosti njihovih klobuka, no filogenetska analiza pokazala je da su sve iste vrste. Rebrasta patuljica je raširena na sjevernoj polutci, uključujući Europu, Sjevernu Ameriku i Aziju, a pronađena je i u Australiji.

## Opis
- Klobuk rebraste patuljice je širok od 1,5 do 4 centimetara, u mladosti konveksan ili primjetno stožast, zatim otvoren, gladak, vodenast, rub vidljivo rebrast samo za vlažna vremena, slabo mesnat, za suha vremena žućkast, a u vrijeme vlažnog vremena gotovo tamnooker smeđ.
- Listići su gusti, prirasli, ili se lagano spuštaju po stručku; nejednako dugi, uski, okeržuti.
- Stručak je visok od 2 do 6 centimetara, tanak, vitak, gladak, iznad vjenčića injast, svilenast, okerastosmeđ, na osnovi nešto proširen i paučinasto bijel, nosi tanak opnasti vjenčić.
- Meso je tanko, gotovo da ga i nema; miris i okus po brašnu.
- Spore su eliptično jajolike, bradavičave, 8 – 10,5 (15) x 5 – 6 (7,5)  μm, otrusina je rđavosmeđa.

## Stanište
Raste ljeti i početkom jeseni na panjevima, povaljenim stablima ili otpalim granama crnogoričnog drveća i bukve.  

## Upotrebljivost
Rebrasta patuljica je otrovna.

## Sličnosti
Rebrasta patuljica sadrži alfa i beta amanitin kao i najotrovnije vrste iz roda Amanite (pupavke). Međutim, neki podaci govore kako nije još dokazano da je ta vrsta otrovna. Konkretno, Bruno Cetto smatra da su i maglenka i mala martinčica po kemijskom sastavu otrovnice ali, kada se termički obrade (skuhaju), postanu jestive. Ovdje valja ipak dodati da su toksini koje sadrži rebrasta patuljica, po kemijskom sastavu drukčiji od toksina maglenke i male martinčice, pa se zbog toga ne mogu na taj način uspoređivati. Prema tome, smatrajte i dalje našu rebrastu patuljicu otrovnom. 

## Slike
|  |  |  |  |  |
|  |  |  |  |  |